# 陆地巡航者P. 1500怪物
P. 1500 怪物陸行艦（Landkreuzer P. 1500 Monster）外型和古斯塔夫超重型鐵道炮相似，是納粹德國計畫開發的一種重量達1,500噸的超重型坦克。在研發超重型坦克過程上，通常要考慮很多要點，例如在不同的地面或地形上，這種龐然大物會否陷進去沙地或泥地，地勢、經費、運輸、重量大小、零件可靠性、機動性、駕駛技術、攻擊力以及研發的技術等等也沒有考慮清楚。超重型坦克因為行動不方便，例如缺乏可以承托它們的橋樑，在戰場上沒有甚麼作為和戰果。